# Hogna lawrencei
Hogna lawrencei är en spindelart som först beskrevs av Roewer 1960.  Hogna lawrencei ingår i släktet Hogna och familjen vargspindlar. Inga underarter finns listade i Catalogue of Life.